# Latios
Latios is een legendarische Pokémon. Hij is van het mannelijk geslacht en heeft een jongere zus, genaamd Latias.
Latios kan onder andere ook aan gedaanteverwisseling doen, net als Latias. In de mensenvorm die hij dan aanneemt, kan hij goed andere mensen en Pokémon-trainers leren kennen. Hij kan sneller vliegen dan een straalvliegtuig, en is intelligent, net als Latias.
Latios is nog niet verschenen in de televisieserie, maar hij speelt in de vijfde film een van de Guardians van de Venetië-achtige stad: "Alto-Mare". Hij offert zichzelf op om de stad te redden.

## Vindplaatsen
- Pokémon Ruby: Nadat je de Elite Four hebt verslagen

- Pokémon Sapphire: Southern Island (Eon Ticket nodig)

- Pokémon Emerald: Overal in Hoenn als je Blue als optie hebt gekozen

- Pokémon FireRed: Niet (kan enkel verkregen worden door te ruilen)

- Pokémon LeafGreen: Niet (kan enkel verkregen worden door te ruilen)